# Junius Castelnau
Pour les articles homonymes, voir Castelnau.
Pour les autres membres de la famille, voir Famille Castelnau.
Junius Castelnau, né à Montpellier en 1795 et mort en 1855, est un avocat, magistrat et historien français.

## Biographie
Junius Castelnau naît à Montpellier le 17 janvier 1795. Il était le fils de Louis-Michel Castelnau, maire de Montpellier de 1832 à 1833. Il étudie le droit et s'inscrit au barreau de Paris, puis à celui de Montpellier. Il est l'un des fondateurs de la société archéologique de Montpellier et de l'Académie des sciences et lettres de Montpellier. Après s'être opposé au Coup d'État du 2 décembre 1851, il démissionne de la magistrature, alors qu'il était assesseur à la Cour d'assises. Il meurt noyé en mer le 15 juillet 1855.

## Publications
- Mémoire historique et biographique sur l'ancienne Société royale des sciences de Montpellier, Montpellier, impr. de C. Boehm, 1858 lire en ligne sur Gallica
- Notes et souvenirs de voyages dans les Cévennes, les Alpes, les Pyrénées, en Allemagne, en Belgique et en Italie, Montpellier, impr. de Boehm, 1857
- Essai sur la littérature romantique, Paris, Le Normant père, 1825